# Villanueva de Argaño
Villanueva de Argaño es una localidad y un municipio situados en la provincia de Burgos, Castilla la Vieja, en la comunidad autónoma de Castilla y León (España), comarca de Odra-Pisuerga, partido judicial de Burgos, cabecera del ayuntamiento de su nombre.

## Geografía
Tiene un área de 7,92 km² con una población de 127 habitantes (INE 2007) y una densidad de 16,04 hab/km².

### Comunicaciones
- Carretera: Autovía A-231, conocida como Autovía Camino de Santiago con salida en el punto kilométrico 145.

## Administración y política
La candidatura Villanueva Avanza (VA) obtiene maoyoría absoluta en  las elecciones municipales de 2011, Félix Sancho Arnáiz sustituye  a  José Manuel García Gutiérrez en la alcaldía argañesa.
| Elecciones municipales, 22 de mayo de 2011 |       |         |            |
| Partido                                    | Votos | %       | Concejales |
| VA                                         | 41    | 52,56 % | 3          |
| PP                                         | 34    | 43,59 % | 2          |

- Alcalde electo: Félix Sancho Arnáiz , Villanueva Avanza (VA)

## Demografía
Villanueva de Argaño cuenta con una población de 122 habitantes (INE 2024).
| Gráfica de evolución demográfica de Villanueva de Argaño entre 1842 y 2021                                            |
| |
| Población de derecho según los censos de población del INE. Población de hecho según los censos de población del INE. |

| 1991 |  | 1996 |  | 2001 |  | 2004 |
| ---- |  | ---- |  | ---- |  | ---- |
| 116  |  | 117  |  | 126  |  | 126  |

## Historia
Territorio que formaba parte de los Manrique ya según la partición de bienes de 1362, su pertenencia a la familia se confirma en 1416 al figurar junto a Isar como parte de la fianza ofrecida para el Monasterio de Villamediana por Garci Fernández Manrique.
Lugar que formaba parte del Valle y Cuadrilla de Santibáñez en el Partido de Castrojeriz, uno de los catorce que formaban la Intendencia de Burgos, durante el periodo comprendido entre 1785 y 1833, en el Censo de Floridablanca de 1787. Jurisdicción de realengo con alcalde pedáneo.
Por el municipio pasa la calzada romana XXXIV o Ab Asturica Burdigalam (Astorga-Burdeos) que  durante la Edad Media, se le llamó Vía Aquitania, en referencia a la ruta de peregrinos que llegaban desde Francia por  la región de Aquitania, origen del Camino de Santiago francés, y que hoy en día se está recuperando como Camino a Santiago Vía Aquitania

## Cultura

### Fiestas
Las fiestas patronales son el Patrocinio de San José, y se celebran el tercer domingo después del Domingo de Resurrección, y suelen abarcar todo ese fin de semana y parte de la semana siguiente.
Fiesta aniversario de la asociación "Club sin Fondos", que se celebra el primer sábado de septiembre.
Fiesta de la matanza, se celebra el sábado santo.

## Economía
Villanueva de Argaño posee el Bar-Mesón Pepe, el restaurante Linares y el restaurante  Las Postas de Argaño. Estos dos últimos también cuentan con habitaciones para dormir. También posee una panadería con horno tradicional, dos talleres mecánicos, una gasolinera, tres empresas de construcción y una de transportes.